# Nemzeti Bajnokság I 1913-1914
L'edizione 1913-14 del Nemzeti Bajnokság I vide la vittoria finale dell'MTK, che conquista il suo terzo titolo.
Capocannoniere del torneo fu Imre Schlosser del Ferencvárosi TC con 21 reti.
Il campionato era costituito da un girone per le squadre di Budapest, più altri campionati regionali. Questi si sarebbero sfidati tra di loro, e la vincente avrebbe sfidato la vincente di Budapest per il titolo nazionale. In realtà non tutti i campionati regionali furono completati, quindi non si disputarono né le sfide tra i campioni regionali, né tantomeno quella per il titolo nazionale.

## Classifica (Budapest)
|    | Classifica          | G  | V  | N | P  | GF | GS | Dif | Pt |
| -- | ------------------- | -- | -- | - | -- | -- | -- | --- | -- |
| 1  | MTK                 | 18 | 15 | 3 | 0  | 56 | 12 | +44 | 33 |
| 2  | Ferencvárosi TC (C) | 18 | 13 | 1 | 4  | 61 | 28 | +33 | 27 |
| 3  | Bp. Törekvés SE     | 18 | 9  | 5 | 4  | 41 | 24 | +17 | 23 |
| 4  | Budapesti TC        | 18 | 9  | 4 | 5  | 45 | 19 | +26 | 22 |
| 5  | MAC                 | 18 | 7  | 4 | 7  | 27 | 38 | -11 | 18 |
| 6  | 33 FC               | 18 | 6  | 3 | 9  | 15 | 36 | -21 | 15 |
| 7  | Újpesti TE          | 18 | 4  | 4 | 10 | 28 | 52 | -24 | 12 |
| 8  | Budapesti AK        | 18 | 5  | 1 | 12 | 19 | 32 | -13 | 11 |
| 9  | III. Kerületi TVE   | 18 | 3  | 4 | 11 | 22 | 37 | -15 | 10 |
| 10 | Nemzeti SC          | 18 | 3  | 3 | 12 | 17 | 53 | -36 | 9  |

- (C) Campione nella stagione precedente

### Verdetti
- MTK campione d'Ungheria 1913-14.
- Nemzeti SC retrocesso in Nemzeti Bajnokság II.